# Heterovonones incrassatus
Heterovonones incrassatus is een hooiwagen uit de familie Cosmetidae.